# Egyesült Arab Emírségekbeli labdarúgó-szövetség
Egyesült Arab Emírségekbeli labdarúgó-szövetség (arabul: الاتحاد الاماراتي لكرة القدم).

## Történelme
1971-ben alapították. A Nemzetközi Labdarúgó-szövetségnek (FIFA) 1972-től tagja.  1974-től az Ázsiai Labdarúgó-szövetség (AFC) tagja. Fő feladata a nemzetközi kapcsolatokon kívül az egyesült arab emírségekbeli labdarúgó-válogatott férfi és női szakága, a korosztályos válogatottak illetve a nemzeti bajnokság szervezése, irányítása. A működést biztosító bizottságai közül a Játékvezető Bizottság (JB) felelős a játékvezetők utánpótlásáért, elméleti (teszt) és cooper (fizikai) képzéséért.